# ECW Wrestlepalooza
1. REDIRECIONAMENTO Wrestlepalooza